# Laccaria pseudomontana
Laccaria pseudomontana är en svampart som beskrevs av Osmundson, C. Cripps & G.M. Muell. 2006. Laccaria pseudomontana ingår i släktet Laccaria och familjen Hydnangiaceae.   Inga underarter finns listade i Catalogue of Life.